# Rafał Dudek
Rafał Dudek (ur. 4 marca 1984 w Nowym Sączu) – polski kick-bokser formuły K-1, bokser oraz zawodnik boksu tajskiego. Amatorski i zawodowy Mistrz Polski w K-1, brązowy medalista Mistrzostw Europy WAKO European Championships z 2012 w Ankarze. Zdobywca tytułu Intercontinental Low Kick Super Welter Weight Champion, który zdobył dzięki walce w Trynidadzie i Tobago. Był zawodnikiem klasyfikowanym w rankingach prestiżowej organizacji Glory World Series. Mistrz Babilon K-1 w kategorii do 77 kg.

## Kariera w kick-boxingu
W swojej karierze stoczył blisko 120 walk amatorskich, z czego wygrał 94. Jako zawodowiec do swoich pojedynków przygotowuje się w holenderskim klubie Mike’s Gym. 
W 2015 roku wziął udział w prestiżowej gali Shoot Boxing 30th Anniversary w Tokio, gdzie przegrał na punkty z zawodnikiem gospodarzy, dwukrotnym Mistrzem Świata – Hioroyaki Suzuki.
Jego trenerami byli Andrzej Śliwa oraz później Tomasz Mamulski (trener Reprezentacji Polski w K-1).
23 czerwca 2017 podczas gali DSF Kickboxing Challenge 9 w Nowym Sączu zmierzył się z byłym mistrzem Europy w boksie Rafałem Jackiewiczem. Zwyciężył jednogłośną decyzją sędziów.
12 czerwca 2021 roku w walce wieczoru nowo powstałej organizacji KFN (Kickboxing Fight Night) zmierzył się z byłym zawodnikiem Glory, Mohammadem El-Mirem. Zwyciężył jednogłośną decyzją sędziów.
3 czerwca 2022 roku podczas gali Babilon MMA 28: Wawrzyniak vs. Łaguna zmierzył się z Dominikiem Zadorą. Zwyciężył przez TKO w pierwszej rundzie.
Podczas gali FEN 42: Tauron Fight Night Wrocław, która odbyło się 15 października 2022 miał stoczyć rewanżowy pojedynek z Dominikiem Zadorą. Kilka dni przed galą ogłoszono, że Zadora wypadł z walki z powodu kontuzji kręgosłupa. Nowym rywalem Dudka został były mistrz Polski juniorów oraz zwycięzca Pucharu Świata juniorów, Denis Dąbkowski. Po trzech rundach zwycięstwo jednogłośnie odniósł Dudek.
7 października 2023 na jubileuszowej gali Babilon MMA 40, która miała miejsce w Kopalni Soli w Wieliczce pokonał jednogłośną decyzją sędziowską Patryka Kocaja.
24 listopada 2023 w Bielsku-Białej na Babilon MMA 41 skrzyżował rękawice z Czechem, Štěpánem Gubą. Wygrał przez nokaut już po 2 minutach, kiedy to naruszył rywala hakiem z lewej ręki na wątrobę.
1 czerwca 2024 w tzw. Co-Main Evencie (drugiej walce wieczoru) gali Babilon MMA 45 w Nowym Targu doszło do jego rewanżu z Dominikiem Zadorą. Ponownie pokonał rywala, jednak tym razem na pełnym dystansie.
28 września 2024 podczas walki wieczoru gali Babilon MMA 47 w Wieliczce zawalczył o mistrzowski Babilon w formule K-1 w limicie do 77 kg. Rywalem Dudka został były mistrz FEN, Anatolij Hunanjan. W połowie czwartej rundy pojedynek został przerwany po tym, jak narożnik wrzucił ręcznik Czecha do ringu, tym poddając go, w wyniku czego zwycięstwo przez TKO odnotował Dudek, który został mistrzem.

## Kariera bokserska
24 lutego 2023 roku podczas Babilon Boxing Show w Nowym Dworze Mazowieckim zadebiutował w zawodowym boksie. Po czterech rundach zremisował walkę z Ukraińcem, Artjomem Razhikiem. 
W drugiej zawodowej walce bokserskiej 13 maja 2023 w Ząbkach zmierzył się z debiutującym Bartłomiejem Nowakiem. Zwyciężył przez techniczny nokaut w rundzie drugiej. 
13 maja 2023 w Żukowie podczas gali Kapeo Rocky Boxing Night pokonał większościową decyzją sędziowską znanego z walk na gołe pięści z federacji Gromda, Krzysztofa Rytę. 
Podczas gali Babilon Boxing Show & K1, która odbyła się 23 lutego 2024 zmierzył się z niepokonanym Krzysztofem Wojciechowskim.  Wygrał przez techniczny nokaut w drugiej rundzie. 
Pierwszej porażki w zawodowym boksie doznał 26 października 2024 w Żukowie, przegrywając z niepokonanym Kajetanem Kalinowskim. Pojedynek, mimo iż zakończył się jednogłośnym zwycięstwem Kalinowskiego, pozostawił kontrowersje w werdykcie. Do rewanżu zawodników dojdzie na gali Babilon Boxing Show & K1, która odbędzie się 11 kwietnia 2025 w Nowym Sączu. 

## Lista walk w kick-boxingu (niepełna)
| Wynik     | Przeciwnik (bilans przed walką) | Rozstrzygnięcie                                               | Runda | Czas | Rozgrywki                                      | Data       | Miejsce       | Uwagi                                                                         |
| --------- | ------------------------------- | ------------------------------------------------------------- | ----- | ---- | ---------------------------------------------- | ---------- | ------------- | ----------------------------------------------------------------------------- |
| Wygrana   | Anatolij Hunanjan               | TKO (przerwanie przez narożnik - wrzucenie ręcznika do ringu) | 4     | 1:30 | Babilon MMA 47: Dudek vs. Hunanyan             | 28.09.2024 | Wieliczka     | Zdobył pas mistrzowski Babilon na zasadach K-1 w limicie do 77 kg. Main Event |
| Wygrana   | Dominik Zadora (31-11)          | Decyzja (jednogłośna)                                         | 3     | 3:00 | Babilon MMA 45: Rakowicz vs. Polityło          | 01.06.2024 | Nowy Targ     | Co-Main Event                                                                 |
| Wygrana   | Štěpán Guba                     | KO (lewy hak na wątrobę)                                      | 1     | 2:09 | Babilon MMA 41: Błeszyński vs. Tomczak         | 24.11.2023 | Bielsko-Biała | Gubie za niezrobienie wagi został odjęty punkt na początku walki.             |
| Wygrana   | Patryk Kocaj                    | Decyzja (jednogłośna)                                         | 3     | 3:00 | Babilon MMA 40: Lamparski vs. Makarowski       | 07.10.2023 | Wieliczka     |                                                                               |
| Wygrana   | Denis Dąbkowski                 | Decyzja (jednogłośna)                                         | 3     | 3:00 | FEN 42: Tauron Fight Night Wrocław             | 15.10.2022 | Wrocław       |                                                                               |
| Wygrana   | Dominik Zadora                  | TKO (przerwanie przez lekarza)                                | 1     | 2:27 | Babilon MMA 28: Wawrzyniak vs. Łaguna          | 03.06.2022 | Nowy Targ     | Co-Main Event                                                                 |
| Przegrana | Jeremy Antonio                  | TKO (poddanie)                                                | 2     | 1:50 | South Battle Fight Night 5                     | 08.10.2021 | Drużków Pusty |                                                                               |
| Wygrana   | Mohammed El Mir                 | Decyzja (jednogłośna)                                         | 3     | 3:00 | KFN 1: POLKON Fights                           | 12.06.2021 | Legnica       | Main Event                                                                    |
| Wygrana   | Jerzy Wroński                   | KO                                                            | 2     | N/A  | DSF Kickboxing Challenge 22                    | 26.04.2019 | Nowy Sącz     |                                                                               |
| Wygrana   | Artur Zakirko                   | Decyzja (niejednogłośna)                                      | 3     | 3:00 | DSF Kickboxing Challenge 20                    | 23.02.2019 | Kraków        |                                                                               |
| Przegrana | Jarosław Daschke                | Decyzja (niejednogłośna)                                      | 3     | 3:00 | DSF Kickboxing Challenge 16: Śląskie Tapnięcie | 01.06.2018 | Zabrze        | Walka o pas mistrzowski DSF Kickboxing Challenge do 71 kg.                    |
| Przegrana | Nate Richardson                 | Decyzja (jednogłośna)                                         | 3     | 3:00 | Glory 44: Chicago                              | 25.08.2017 | Chicago       |                                                                               |
| Przegrana | Itay Gershon                    | Decyzja (jednogłośna)                                         | 3     | 3:00 | Glory 43: New York                             | 14.07.2017 | Nowy Jork     |                                                                               |
| Wygrana   | Rafał Jackiewicz                | Decyzja (jednogłośna)                                         | 3     | 3:00 | DSF Kickboxing Challenge 9                     | 23.06.2017 | Nowy Sącz     |                                                                               |
| Przegrana | Kevin Hessling                  | Decyzja (jednogłośna)                                         | 3     | 3:00 | IJmuiden Fight Night 2                         | 22.05.2016 | IJmuiden      | Main Event                                                                    |
| Wygrana   | Michał Głogowski                | Decyzja (jednogłośna)                                         | 4     | 3:00 | It's Showtime 50                               | 11.06.2011 | Warszawa      |                                                                               |
| Wygrana   | Kristaps Bulmeistars            | Decyzja (jednogłośna)                                         | 3     | 3:00 | KOK World GP 2014                              | 27.11.2014 | Płock         | Walka rezerwowa turnieju.                                                     |
| Przegrana | Chahid Oulad El Hadj            | Decyzja (większościowa)                                       | 3     | 3:00 | It's Showtime 44                               | 11.12.2010 | Ateny         |                                                                               |
| Wygrana   | Krzysztof Romaniuk              | KO                                                            | 2     | ?    | Angels Of Fire 4                               | 15.11.2008 | Płock         |                                                                               |
| Wygrana   | Jakab Szilard                   | Decyzja (niejednogłośna)                                      | 3     | 3:00 | Angels Of Fire 4                               | 15.11.2008 | Płock         |                                                                               |
| Przegrana | Murthel Groenhart               | KO                                                            | 3     | ?    | Angels Of Fire 2                               | 27.10.2007 | Płock         |                                                                               |
| Przegrana | Michał Głogowski                | KO                                                            | ?     | ?    | World Kickboxing Network                       | 2006       | ?             | Walka o tytuł organizacji WKN Low Kick.                                       |

## Lista walk w zawodowym boksie
| Wynik     | Rekord | Przeciwnik (bilans przed walką) | Rozstrzygnięcie         | Runda | Czas | Rozgrywki                     | Data       | Miejsce              | Uwagi                      |
| --------- | ------ | ------------------------------- | ----------------------- | ----- | ---- | ----------------------------- | ---------- | -------------------- | -------------------------- |
|           |        | Kajetan Kalinowski (9-1)        |                         |       |      | Babilon Boxing Show & K1      | 11.04.2025 | Nowy Sącz            | Main Event                 |
| Przegrana | 3-1-1  | Kajetan Kalinowski (8-1)        | Decyzja (jednogłośna)   | 8 (8) | 3:00 | Estimet Rocky Boxing Night 20 | 26.10.2024 | Żukowo               | Co-Main Event              |
| Wygrana   | 3-0-1  | Krzysztof Wojciechowski (4-0-1) | TKO                     | 2 (6) | 0:54 | Babilon Boxing Show & K-1     | 23.02.2024 | Nowy Dwór Mazowiecki | Co-Main Event              |
| Wygrana   | 2-0-1  | Krzysztof Ryta (0-1)            | Decyzja (większościowa) | 4     | 3:00 | Kapeo Rocky Boxing Night      | 02.06.2023 | Żukowo               |                            |
| Wygrana   | 1-0-1  | Bartlomiej Nowak (0-0)          | TKO                     | 2 (4) | 1:45 | Babilon Boxing Show & K-1     | 13.05.2023 | Ząbki                |                            |
| Remis     | 0-0-1  | Artjom Razhik (1-0)             | Decyzja (jednogłośna)   | 4     | 3:00 | Babilon Boxing Show           | 24.02.2023 | Nowy Dwór Mazowiecki | Debiut w zawodowym boksie. |

## Życie prywatne
Żonaty z Katarzyną, ma dwie córki.